# 도전! 수퍼모델 아시아
도전! 수퍼모델 아시아(Asia's Next Top Model)는 2012년부터 홍콩 StarWorld 채널에서 방송된 아시아 모델 경연 프로그램이다.